# Austrian Regional League
La Liga Regional de Austria es la tercera división en el Fútbol en Austria, después de la Bundesliga Austriaca y de la Primera Liga de Austria. Se divide en tres conferencias: Este, que abarca los estados de Viena, Baja Austria y Burgenland; Centro, que cubre las provincias de Estiria, Carintia, Alta Austria y el exclave de Tirol del Este; y Oeste, que abarca las provincias de Salzburgo, Tirol (con la excepción de Tirol del Este) y Vorarlberg. 
Después de la temporada 2018/19, la Regionalliga West fue abolida, a partir de la temporada 2019/20, los dos mejores clubes de las asociaciones de fútbol de Salzburgo , Tirol y Vorarlberg forman cada uno la Eliteliga West y juegan para el ascenso a la 2. Liga.

## Participantes 2023/24

### Regionalliga Oost
| Equipo                    | Ciudad                 | Estadio                    | Capacidad |
| ------------------------- | ---------------------- | -------------------------- | --------- |
| FCM Traiskirchen (AWM II) | Mödling                | BSFZ-Arena                 | 10,600    |
| ASV Draßburg              | Draßburg               | Sportzentrum Draßburg      | 1,000     |
| SR Donaufeld Viena        | Viena                  | Sportplatz Donaufeld       | 4,000     |
| TWL Elektra               | Viena                  | Rax-Platz                  | 1,000     |
| Favoritner AC             | Viena                  | FavAC-Platz                | 5,000     |
| Kremser SC                | Krems an der Donau     | Sepp-Doll-Stadion          | 10,000    |
| SV Leobendorf             | Leobendorf             | Franz Haas Stadion         | 1,200     |
| FC Marchfeld Donauauen    | Mannsdorf an der Donau | Aulandstadion Mannsdorf    | 1,000     |
| FC Mauerwerk              | Viena                  | Rudolf-Tonn-Stadion        | 7,000     |
| SC Neusiedl am See 1919   | Neusiedl am See        | Sportzentrum Neusiedl      | 3,000     |
| SV Oberwart               | Oberwart               | Informstadion              | 7,000     |
| SK Rapid Wien II          | Viena                  | Allianz-Stadion            | 28,345    |
| SC Union Ardagger         | Ardagger               | Sportanlage Ardagger       | 400       |
| Wiener Sport-Club         | Viena                  | Sportclub-Platz            | 8,600     |
| SC Wiener Viktoria        | Viena                  | Sportplatz Wiener Viktoria | 1,000     |
| Young Violets             | Viena                  | Estadio Franz Horr         | 17,656    |

### Regionalliga Mitte
| Equipo                | Ciudad                   | Estadio                             | Capacidad |
| --------------------- | ------------------------ | ----------------------------------- | --------- |
| USV Allerheiligen     | Allerheiligen bei Wildon | Sportplatz USV Allerheiligen/Wildon | 460       |
| TuS Bad Gleichenberg  | Bad Gleichenberg         | Bad Gleichenberg Arena              | 2,500     |
| Deutschlandsberger SC | Deutschlandsberg         | Koralmstadion                       | 2,500     |
| FC Gleisdorf 09       | Gleisdorf                | Solarstadion Gleisdorf              | 700       |
| HOGO Wels             | Wels                     | Mauth Stadion Wels                  | 2,000     |
| LASK Amateure OÖ      | Pasching                 | Raiffeisen Arena                    | 6,009     |
| ASK Klagenfurt        | Klagenfurt               | Sportzentrum Fischl                 | 3,000     |
| SV Ried II            | Ried im Innkreis         | Josko Arena                         | 7,300     |
| USV St. Anna          | Sankt Anna am Aigen      | Stahlbau Müller Arena               | 3,000     |
| Union Gurten          | Gurten                   | Park21 Arena                        | 1,002     |
| UVB Vöcklamarkt       | Vöcklamarkt              | Black Crevice Stadion               | 2,700     |
| ASK Voitsberg         | Voitsberg                | Hans Blümel Stadion,                | 2,000     |
| SK Vorwärts Steyr     | Steyr                    | Vorwärts-Stadion                    | 6,000     |
| SV Wallern            | Wallern an der Trattnach | Sportplatz SV Wallern               | 1,500     |
| SC Weiz               | Weiz                     | SIEMENS Energy Stadion              | 3,000     |
| Wolfsberger AC II     | Wolfsberg                | Lavanttal-Arena                     | 7,300     |

### Eliteliga West
| Equipo                 | Ciudad                 | Estadio                         | Capacidad |
| ---------------------- | ---------------------- | ------------------------------- | --------- |
| SV Austria Salzburg    | Salzburgo              | Sportzentrum ASKÖ Salzburg West | 1,566     |
| SK Bischofshofen       | Bischofshofen          | Sportplatz Bischofshofen        | 1,500     |
| Dornbirner SV          | Dornbirn               | Sportplatz Haselstauden         | 1,000     |
| VfB Hohenems           | Hohenems               | Herrenriedstadion               | 2,800     |
| SC Imst 1933           | Imst                   | VELLY Arena Imst Tirol          | 2,550     |
| FC Kufstein            | Kufstein               | Kufstein Arena                  | 3,500     |
| FC Pinzgau Saalfelden  | Saalfelden             | Saalfelden Arena                | 1,500     |
| Rot-Weiß Rankweil      | Rankweil               | Gastra-Stadion                  | 5,000     |
| SVG Reichenau          | Innsbruck              | Sportanlage Reichenau           | 800       |
| SC Rheindorf Altach II | Altach                 | Cashpoint Arena                 | 8,900     |
| SC Röthis              | Röthis                 | Sportplatz an der Ratz          | 2,000     |
| TSV St. Johann         | Sankt Johann im Pongau | Sportplatz St. Johann           | 2,000     |
| SC Schwaz              | Schwaz                 | Silberstadt-Arena Schwaz        | 2,000     |
| SPG Silz/Mötz          | Mötz                   | Innstadion Mötz                 | 1,000     |
| SV Wals-Grünau         | Wals-Siezenheim        | Hans-Ludwig-Stadion             | 1,800     |
| FC Wolfurt             | Wolfurt                | Sportplatz an der Ach           | 1,000     |

## Historia

### Tauernliga y Arlbergliga
Con la introducción de la Staatsliga A como la primera división y la Staatsliga B como la segunda división del fútbol de Austria en la temporada 1949/50, también a los equipos de las provincias austríacas se les permitió jugar por primera vez de nuevo en las ligas mayores desde el final de la Segunda Guerra Mundial. Esto supuso también un cambio de la categorización en el fútbol amateur. Mientras que los equipos de fútbol de Austria Central y Oriental jugaron en las respectivas ligas nacionales, de los cuales los campeones fueron ascendidos directamente o por Play-Offs (Relegationsspiele) al Staatsliga B, las provincias occidentales no participaron en el Staatsliga B.
En 1949-50 los equipos de Carintia (Kärnten) y Salzburgo ya jugaron en el Tauernliga nuevo creado y desde 1955 hasta 1956 para 1958-1959 en el Tauernliga Sur (Kärnten) y Tauernliga Norte (Salzburgo). Además de la Arlbergliga consistió de 1950-51 a 1959-60 los clubes del Tirol (Tirol) y Vorarlberg. Estas ligas se pueden considerar como segunda divisiones (aparte de la Staatsliga B) ya que sus campeones jugaron en duelos directos por el ascenso a la Staatsliga A.

### Campeones
| Year | Tauernliga            | Tauernliga South | Tauernliga North    | Arlbergliga             |
| ---- | --------------------- | ---------------- | ------------------- | ----------------------- |
| 1950 | Villacher SV          | ---              | ---                 | ---                     |
| 1951 | Klagenfurter AC       | ---              | ---                 | SC Schwarz-Weiß Bregenz |
| 1952 | Salzburger AK 1914    | ---              | ---                 | SC Schwarz-Weiß Bregenz |
| 1953 | SV Austria Salzburg   | ---              | ---                 | Innsbrucker AC          |
| 1954 | WSG Radenthein        | ---              | ---                 | SC Schwarz-Weiß Bregenz |
| 1955 | SK Austria Klagenfurt | ---              | ---                 | FC Dornbirn 1913        |
| 1956 | ---                   | WSG Radenthein   | SK Bischofshofen    | SC Schwarz-Weiß Bregenz |
| 1957 | ---                   | WSG Radenthein   | SK Bischofshofen    | SC Schwarz-Weiß Bregenz |
| 1958 | ---                   | WSG Radenthein   | SV Austria Salzburg | FC Lustenau 07          |
| 1959 | ---                   | WSG Radenthein   | SV Austria Salzburg | FC Lustenau 07          |
| 1960 | ---                   | ---              | Salzburger AK 1914* | FC Dornbirn 1913        |

- En 1960, los equipos de Carintia ya jugaron en la Liga Regional Centro y los clubes del Tirol y Vorarlberg estaban todavía en el Arlbergliga. Por esta razón, el campeón de la Salzburger Landesliga tenía derecho a negar los partidos de clasificación contra el campeón de la Arlbergliga.

### La Liga Regional y el Alpenliga
En la temporada de 1959-1960, el oriental y central Regionalligen se establecieron y un año más tarde, la Liga Regional Oeste. El Regionalligen contaba hasta la temporada de 1973-1974 como la segunda división de fútbol en Austria. Se les permitía Los respectivos campeones para obtener un ascenso directamente al nivel superior. En 1974-1975 la introducción de la primera y segunda Bundesliga austríaca que pasó, en cada caso con 10 clubes y para la abolición de la Regionalligen occidental y central. Para el ascenso a la segunda Bundesliga el campeón de la Liga Regional del Este, que se dejó de moverse hacia arriba directamente, y que los campeones de las Ligas Estatales (alemán: Landesligen) de Salzburgo, Tirol (Tirol), Vorarlberg, Carintia (Kärnten), Alta Austria (Oberösterreich) y Estiria (Steiermark) los Play Offs (Relegationsspiele) tuvieron que completar en cada caso. En la temporada 1977-1978, las provincias de Salzburgo, Tirol y Vorarlberg fusionaron su Landesligen a la Liga de los Alpes (en alemán, Alpenliga ) como la tercera división. En la temporada 1980-81, la Liga Regional Occidental se introdujo una vez más como la tercera división. El campeonato de Liga Regional del Este no se celebró del 1980-1981 a 1983-1984 y no sería hasta la temporada 1984/85 que sería reintroducida. Hasta la temporada 1995-96, los campeones del Oeste y del Este Regionalligen valió un ascenso directo a la segunda Bundesliga. La Liga Regional Centro, sin embargo, no ser presentada de nuevo hasta la temporada 1994-95. Los campeones de las organizaciones regionales, las asociaciones de fútbol del estado (Landesverbände) de Alta Austria (Oberösterreich), Carintia (Kärnten) (con Tirol del Este (Osttirol)) y Estiria (Estiria) tuvieron su única spon de promoción a la segunda división decidió en juego partidos fuera.
Entre las temporadas 1996/97 y 2003/04, los tres campeones de la Regionalligen junto con el último de la primera división (desde el cambio de nombre de la División de primera como "Max Bundesliga", la segunda división más alta en Austria) jugaron los play off partidos de lograr los dos restantes puntos de promoción / descenso. Después de una expansión de la primera división se decidió que - a partir de la temporada 2005/06 - en doce clubes (debido a la privación de los pro-liga-licencias (Lizenzentzuegen) en la actualidad sigue con 10 slots), los ganadores de las ligas regionales pueden ir directamente de nuevo.
Hasta 2014-15, dos equipos descendían y otros dos ascendian a Primera División. En el 2014-15, los campeones occidentales fueron promovidos directamente, mientras que los del este y el centro disputaron el otro lugar de promoción. En 2015-16, los tres ganadores de la división fueron promovidos para llenar las vacantes en el segundo nivel y en 2016-17 solo los ganadores de Central fueron promovidos ya que los campeones del Este y Oeste declinaron el ascenso. A finales de 2017-18, los tres campeones de la Liga Regional y otros seis equipos con licencia subieron cuando la segunda división, ahora Segunda Liga, se expandió de 10 a 16 clubes.

### Campeones
| Year   | Eastern Regionalliga       | Central Regionalliga       | Western Regionalliga                            |
| (Jahr) | (Regionalliga Ost)         | (Regionalliga Mitte)       | (Regionalliga West)                             |
| ------ | -------------------------- | -------------------------- | ----------------------------------------------- |
| 1960   | 1. Schwechater SC          | SV Stickstoff Linz         | ---                                             |
| 1961   | SK Admira Wien             | Kapfenberger SV            | Salzburger AK 1914                              |
| 1962   | SC Wacker Wien             | SK Austria Klagenfurt      | SV Austria Salzburg                             |
| 1963   | 1. Wiener Neustädter SC    | Kapfenberger SV            | FC Dornbirn 1913                                |
| 1964   | SC Wacker Wien             | SK Sturm Graz              | FC Wacker Innsbruck                             |
| 1965   | 1. Simmeringer SC Wien     | SK Austria Klagenfurt      | SV Austria Salzburg                             |
| 1966   | SC Wacker Wien             | SK Sturm Graz              | SC Schwarz-Weiß Bregenz                         |
| 1967   | SC Eisenstadt              | WSG Radenthein             | SV Austria Salzburg                             |
| 1968   | SC Wacker Wien             | WSV Donawitz               | WSG Wattens                                     |
| 1969   | First Vienna FC 1894 Wien  | SK VÖEST Linz              | FC Dornbirn 1913                                |
| 1970   | 1. Simmeringer SC Wien     | WSG Radenthein             | SC Schwarz-Weiß Bregenz                         |
| 1971   | SC Eisenstadt              | WSV Donawitz               | SK Bischofshofen                                |
| 1972   | ESV Admira Wiener Neustadt | SK Austria Klagenfurt      | SC Schwarz-Weiß Bregenz                         |
| 1973   | 1. Simmeringer SC          | WSG Radenthein             | FC Rätia Bludenz                                |
| 1974   | SV Heid Stockerau          | Kapfenberger SV            | FC Dornbirn 1913                                |
| 1975   | SC Tulln                   | ---                        | ---                                             |
| 1976   | Kremser SC                 | ---                        | ---                                             |
| 1977   | ASV Kittsee                | ---                        | ---                                             |
| 1978   | Favoritner AC Wien         | ---                        | USK Anif                                        |
| 1979   | SV Heid Stockerau          | ---                        | SpG Innsbruck                                   |
| 1980   | SC Neusiedl 1919           | ---                        | Salzburger AK 1914                              |
| 1981   | ---                        | ---                        | ASK Salzburg                                    |
| 1982   | ---                        | ---                        | IG Bregenz/Dornbirn                             |
| 1983   | ---                        | ---                        | SC Kufstein                                     |
| 1984   | ---                        | ---                        | USV Salzburg                                    |
| 1985   | 1. Schwechater SC          | ---                        | IG Bregenz/Dornbirn II                          |
| 1986   | VfB Union Mödling          | ---                        | SC Kufstein                                     |
| 1987   | VSE St. Pölten             | ---                        | USV Salzburg                                    |
| 1988   | SV Stockerau               | ---                        | FC Dornbirn 1913                                |
| 1989   | ASV Austria Vösendorf      | ---                        | WSG Wattens                                     |
| 1990   | SR Donaufeld Wien          | ---                        | FC Salzburg                                     |
| 1991   | Favoritner AC Wien         | ---                        | SC Rheindorf Altach                             |
| 1992   | SV Oberwart                | ---                        | ASVÖ FC Puch bei Hallein                        |
| 1993   | 1. Wiener Neustädter SC    | ---                        | FC Kufstein                                     |
| 1994   | ASK Klingenbach            | ---                        | SC Austria Lustenau                             |
| 1995   | Favoritner AC Wien         | SAK Klagenfurt             | WSG Wattens                                     |
| 1996   | SV Stockerau               | TSV Hartberg               | SC Schwarz-Weiß Bregenz                         |
| 1997   | ASK Kottingbrunn           | SK Eintracht Wels          | SC Rheindorf Altach                             |
| 1998   | SC Untersiebenbrunn        | SK Austria Klagenfurt/VSV  | SV Wörgl                                        |
| 1999   | SC Untersiebenbrunn        | TSV Hartberg               | WSG Wattens                                     |
| 2000   | SV Mattersburg             | BSV Bad Bleiberg           | FC Lustenau 07                                  |
| 2001   | ASK Kottingbrunn           | ASKÖ Pasching              | FC Lustenau 07                                  |
| 2002   | Wiener Sportklub           | Kapfenberger SV            | FC Hard                                         |
| 2003   | SV Schwechat               | FC Blau-Weiß Linz          | SPG WSG Wattens/FC Wacker Tirol                 |
| 2004   | SC-ESV Parndorf 1919       | FC Gratkorn                | SC Rheindorf Altach                             |
| 2005   | FK Austria Wien Amateure   | SC Schwanenstadt           | FC Kufstein                                     |
| 2006   | SC-ESV Parndorf 1919       | TSV Hartberg               | FC Lustenau 07                                  |
| 2007   | ASK Schwadorf              | SV Bad Aussee              | Red Bull Salzburg Amateure                      |
| 2008   | SKN St. Pölten             | 1. FC Vöcklabruck          | SV Grödig                                       |
| 2009   | First Vienna FC 1894       | TSV Hartberg               | FC Dornbirn                                     |
| 2010   | FC Waidhofen/Ybbs          | Wolfsberger AC             | SV Grödig                                       |
| 2011   | SC-ESV Parndorf 1919       | LASK Juniors               | Red Bull Juniors                                |
| 2012   | SV Horn                    | Grazer AK                  | WSG Wattens                                     |
| 2013   | SC-ESV Parndorf 1919       | LASK Linz                  | FC Liefering                                    |
| 2014   | FAC Team für Wien          | LASK Linz                  | SV Austria Salzburg                             |
| 2015   | SC Ritzing                 | SK Austria Klagenfurt      | SV Austria Salzburg                             |
| 2016   | SV Horn                    | FC Blau-Weiß Linz          | WSG Wattens                                     |
| 2017   | First Vienna FC            | TSV Hartberg               | USK Anif                                        |
| 2018   | SV Horn                    | SV Lafnitz                 | USK Anif                                        |
| 2019   | ASK Ebreichsdorf           | Grazer AK                  | FC Dornbirn 1913                                |
| 2020   | Suspendida por el COVID-19 | Suspendida por el COVID-19 | Suspendida por el COVID-19                      |
| 2021   | Suspendida por el COVID-19 | Suspendida por el COVID-19 | Suspendida por el COVID-19                      |
| 2022   | First Vienna FC            | SK Sturm Graz II           | TSV St. Johann SC Schwaz VfB Hohenems SC Schwaz |